# Индитекс
„Индитекс“ (на испански: Inditex, Industrias de Diseño Textil, S.A) е голяма испанска корпорация, един от световните лидери в модната индустрия.

## Дейност
Състои се от близо 100 компании, свързани с дизайна, производството и дистрибуцията на облекла и други текстилни продукти. Сред марките, които държи са Зара, Масимо Дути, Бершка, Пул енд Беър, Страдивариус и Зара Хоум. Групата управлява над 7000 магазина в цял свят и за нея работят 171 839 служители (2017).
Седалището на фирмата е в Артейхо, близо до Ла Коруня в Северозападна Испания. Там се произвеждат и почти всички продукти на компанията с изключение на обувките, чийто дизайн и производство са съсредоточени в Елче.
Първият магазин отваря врати през 1975 в Ла Коруня, а на 22 септември 2008 се открива 4000-ният магазин в Гинза, Токио – една от най-важните търговски зони в света. Собственик на компанията е Амансио Ортега Гаона – най-богатият испанец в света според класацията на списание Форбс. За 2010 г. оборотът на Индитекс е 12,53 млрд. евро, а чистата печалба – 2,290 млрд. евро.

## Компании в групата
- Зара – флагманът на групата. Предлага широк спектър облекла, от по-свободни и неофициални до висша мода и официални вечерни дрехи (2213 магазина)
- Пул енд Беър – ориентирана е към юношеската и детската мода, като силно изразен е градският стил (973 магазина)
- Бершка – Също е ориентирана към тийнейджърите, но без да набляга на градския стил (1081 магазина)
- Масимо Дути – елегантна и по-класическа модна линия. По-скъпа е от другите марки на групата, предлага продукти както за жената, така и за мъжа (765 магазина)
- Страдивариус – марка, насочена към младата и модерна жена (994 магазина)
- Ойшо – бански костюми, бельо и аксесоари за спалнята (636 магазина)
- Зара Хоум – интериорно обзавеждане, аксесоари и мебели (552 магазина)
- Ютерк – нова марка, създадена през 2008. Предлага широка гама аксесоари като обувки, чанти, слънчеви очила, бижута (78 магазина)
- Темпе Групо Индитекс – компания (рег. 1989), специализирана в проектирането, производството и дистрибуцията на обувки и модни аксесоари за дъщерните марки на групата